# Rearviewmirror: Greatest Hits 1991-2003
Rearviewmirror (Greatest Hits 1991-2003) es el primer álbum recopilatorio de la banda estadounidense de rock alternativo y grunge Pearl Jam. Es un set de dos discos lanzado el 16 de noviembre de 2004 por la compañía Epic Records. El álbum tiene certificación platino por parte de la RIAA en los Estados Unidos. En 2013 el álbum fue reeditado con el nombre The Essential Pearl Jam.

## Sumario
La compilación debutó en el número 16 en la lista Billboard 200, vendiendo 96,000 copias en su primera semana de lanzamiento. Rearviewmirror (Greatest Hits 1991–2003) fue certificado como platino por la RIAA.
La canción "Even Flow" es la versión utilizada para el vídeo de la misma, mientras que las canciones "Once", "Alive" y "Black" fueron remezcladas por Brendan O'Brien. Este álbum también incluye varias canciones con versiones no extraídas de los álbumes de estudio oficiales.

## Listado de canciones

### Disco 1 -Up Side
1. "Once"
2. "Alive"
3. "Even Flow (Versión del video)"
4. "Jeremy"
5. "State of Love and Trust"
6. "Animal"
7. "Go"
8. "Dissident"
9. "Rearviewmirror"
10. "Spin the Black Circle"
11. "Corduroy"
12. "Not for You"
13. "I Got Id"
14. "Hail, Hail"
15. "Do the Evolution"
16. "Save You"

### Disco 2 -Down Side
1. "Black"
2. "Breath"
3. "Daughter"
4. "Elderly Woman Behind the Counter in a Small Town"
5. "Immortality"
6. "Better Man"
7. "Nothingman"
8. "Who You Are"
9. "Off He Goes"
10. "Given to Fly"
11. "Wishlist"
12. "Last Kiss"
13. "Nothing As It Seems"
14. "Light Years"
15. "I Am Mine"
16. "Man of the Hour"
17. "Yellow Ledbetter"

## Personal

### Pearl Jam
- Stone Gossard – Guitarra
- Jeff Ament – Bajo, concepto del álbum, fotografías adicionales del cuadernillo
- Eddie Vedder – Voz, Guitarra
- Mike McCready – Guitarra
- Dave Krusen – Batería
- Dave Abbruzzese – Batería
- Jack Irons – Batería
- Matt Cameron – Batería

### Músicos adicionales y producción
- Matt Bayles, John Burton, Carem Costanzo, Don Gilmore, Dave Hillis, Sam Hofstedt, Adrian Moore, Adam Samuels, Kevin Scott, Trina Shoemaker, Ashley Stubbert – Ingeniería de audio
- Tchad Blake – Producción, Mezcla de audio
- Nick DiDia – mezcla, ingeniería de audio
- Brett Eliason – producción, mezcla, ingeniería de audio
- Boom Gaspar – Hammond B3, Fender Rhodes
- Adam Kasper – producción, ingeniería de audio
- Brad Klausen – diseño
- Bob Ludwig – máster
- Lance Mercer – Fotografía
- Brendan O'Brien – producción, mezcla, ingeniería de audio, bajo en "I Got Id", órgano, órgano Hammond, piano, remezcla en "Once", "Alive", y "Black"
- Tim Palmer – mezcla
- Rick Parashar – producción, ingeniería
- Pearl Jam – producción
- George Webb – equipamiento
- Neil Young – guitarra en "I Got Id"

## Posiciones en listas
| Lista (2004)              | Posición |
| ------------------------- | -------- |
| New Zealand Albums Chart  | 3        |
| Canadian Albums Chart     | 10       |
| Portuguese Albums Chart   | 10       |
| Top Internet Albums       | 13       |
| US Billboard 200          | 16       |
| Irish Albums Chart        | 22       |
| Belgian Albums Chart (Vl) | 23       |
| Norwegian Albums Chart    | 25       |
| Dutch Albums Chart        | 32       |
| Italian Albums Chart      | 57       |
| UK Albums Chart           | 58       |
| Austrian Albums Chart     | 66       |
| German Albums Chart       | 75       |
| Swiss Albums Chart        | 75       |
| Lista (2005)              | Posición |
| Australian Albums Chart   | 2        |
| Swedish Albums Chart      | 15       |